# Alexander Rybak
Alexander Rybak, pseudonimo di Aljaksandr Íharavič Rybak (in bielorusso Аляксандр І́гаравіч Рыбак?; Minsk, 13 maggio 1986), è un violinista e cantante bielorusso naturalizzato norvegese.
Ha rappresentato la Norvegia all'Eurovision Song Contest 2009 con il brano Fairytale, vincendo la competizione con 690 punti, e all'Eurovision Song Contest 2018 con il brano That's How You Write a Song, classificandosi quindicesimo con 144 punti.
Rybak è noto per il suo ampio coinvolgimento nell'Eurovision Song Contest. Rappresentando la Norvegia all'Eurovision Song Contest 2009 di Mosca, vinse la competizione con 690 punti (il punteggio è il più alto che un paese abbia ottenuto nella storia dell'Eurovision con la modalità di voto dell’epoca e quello tutt'oggi con il maggiore scarto sul secondo posto con 169 punti) con Fairytale, canzone da lui stesso scritta e composta. Vincendo all'età di 23 anni, Rybak è ancora oggi il più giovane vincitore solista maschile del concorso e l'unico vincitore nato in Bielorussia. La sua vittoria è stata celebrata in tutta Europa per aver superato gli stereotipi sul concorso, come la necessità di una esibizione spettacolare o l'influenza dei voti di favore politici e geografici. Da allora, Rybak è stato coinvolto più volte nel concorso. Ha rappresentato di nuovo la Norvegia all'Eurovision Song Contest 2018 di Lisbona, con la canzone That's How You Write a Song, vincendo la seconda semifinale e chiudendo al 15º posto la serata finale. Si è esibito, inoltre, durante l’atto di apertura per la finale del 2010 e durante l'intervallo delle finali 2012 e 2016. Rybak ha spesso fornito commenti sul concorso ed ha anche lavorato come giornalista per la TV norvegese nel 2011, oltre che come giudice delle finali del concorso belga per la selezione dell’artista per l’Eurovision nel 2016 e nel 2023.
Rybak è madrelingua bielorusso, ed ha successivamente imparato il norvegese, l'inglese ed infine il russo. Proprio per questo suo poliglottismo, è noto per la sue composizioni in tutte e quattro le lingue, prevalentemente in inglese, ma soprattutto a inizio carriera era solito cantare ogni canzone in versione inglese e russa.

## Biografia
Alexander Rybak nasce nel 1986 a Minsk nella Repubblica Socialista Sovietica Bielorussa da Natal'ja Valentinovna, pianista ed Igor Alexandrovicj Rybak, violinista, entrambi originari di Vitebsk. Nel 1991, quando Alexander ha 5 anni, la famiglia si trasferisce a Nesodden, in Norvegia, per migliorare le condizioni di vita in un posto in cui avrebbe potuto contare sul sostegno di amici musicisti del padre.
Nel 1996 all’età di 10 anni, con l'iscrizione al conservatorio Barratt Due Institute of Music noto anche come Norges musikkhøgskole di Oslo, Rybak inizia a studiare violino e pianoforte per poi concentrarsi sul primo strumento, anche se continuerà anche la pratica del pianoforte privatamente, con la madre.

### Inizi ed Eurovision Song Contest 2009

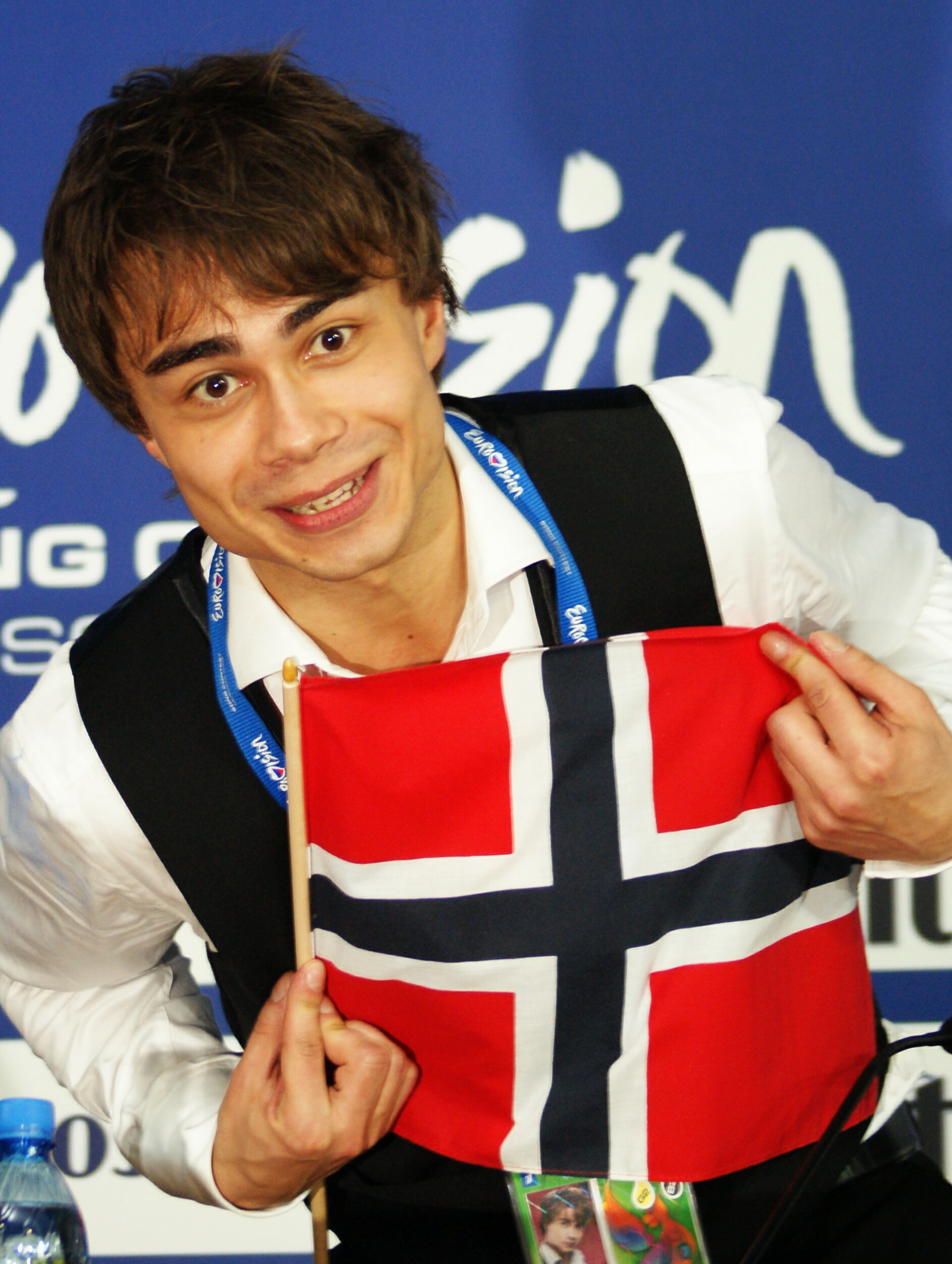
Alexander Rybak dopo la vittoria all’Eurovision Song Contest 2009

Nel 2006, nel suo esordio musicale, partecipa e vince il concorso musicale Kjempesjansen sulla rete televisiva norvegese NRK con il suo singolo di esordio Foolin’.
Nel 2007 Alexander ha partecipato come violinista nell’opera dell'Oslo Nye Teater Fiddler on the Roof, vincendo l'Hedda Award per questo ruolo nella categoria emergente più promettente.

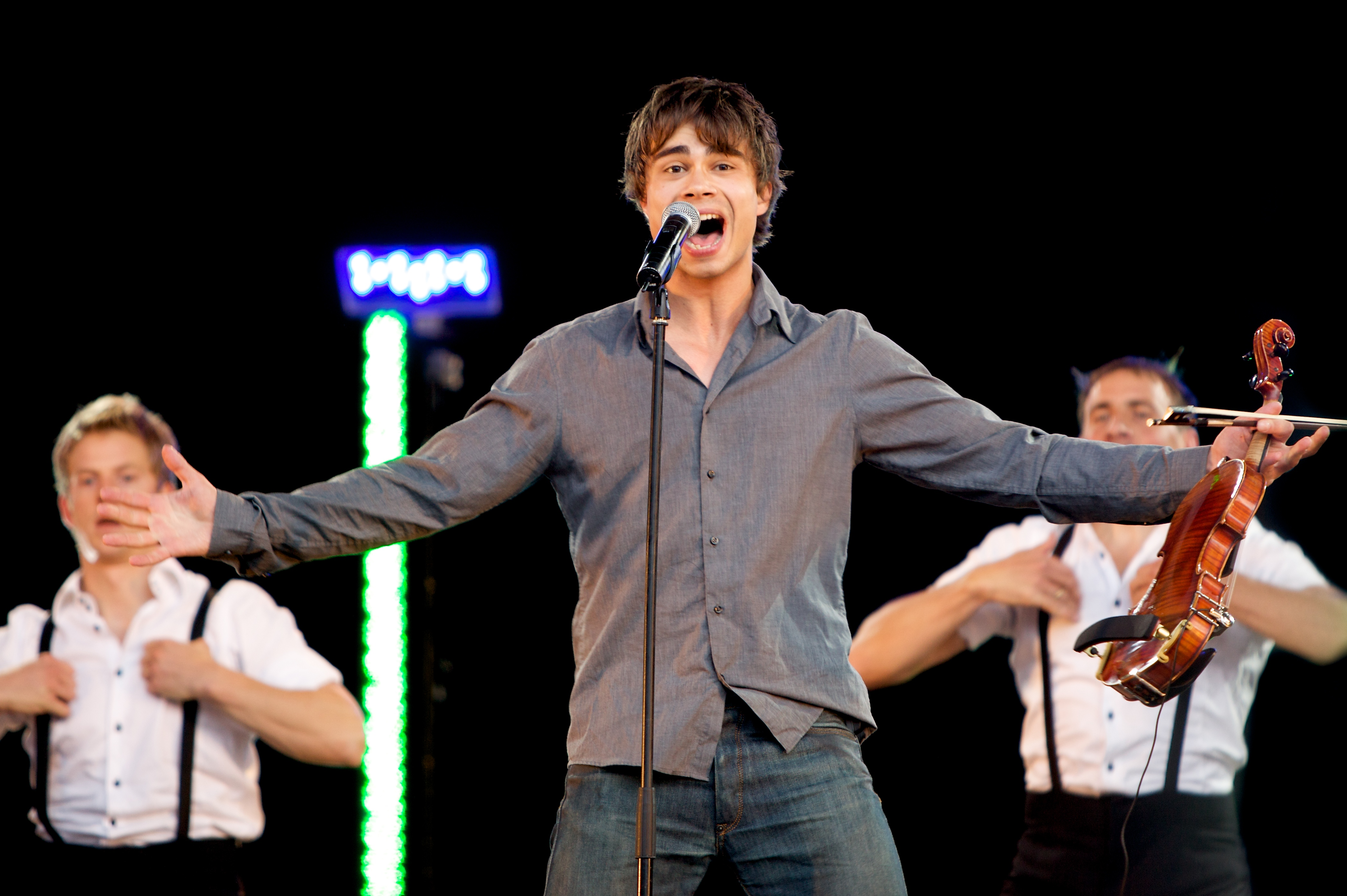
Alexander Rybak a Skien nel 2009 con FRIKAR

A distanza di tre anni dall'esordio musicale, nel 2009 rappresenta la Norvegia all'Eurovision Song Contest con la canzone Fairytale interpretata con la compagnia di danza popolare FRIKAR, avendo vinto il Melodi Grand Prix, con la quale riesce ad aggiudicarsi con 387 punti la 54ª edizione del concorso canoro europeo.
È diventato così il secondo cantante, dopo Toto Cutugno (il quale vinse l'edizione del 1990), a vincere l'ESC nei ruoli di paroliere, compositore delle musiche, e cantante.
Dati gli impegni internazionali legati a questo importantissimo risultato di rilevanza mondiale, Alexander interrompe momentaneamente gli studi ad Oslo fini ad ottenere il bachelor's degree.

### Popolarità dopo l'ESC
Sempre nel 2009, ha registrato la colonna sonora I Don’t Believe in Miracles/Superhero per il film russo Chernaya Molniya.
A dicembre Alexander ha partecipato come guest star al concerto (all’epoca annuale) in onore del vincitore del premio Nobel per la pace vinto dal Presidente degli Stati Uniti d'America Barack Obama, assente al concerto tenutosi all’Oslo Spektrum. Qui si è esibito con altri artisti tra cui Donna Summer e Lang Lang. Sull’onda del successo, registra l’album Fairytales pubblicato a marzo dell’anno successivo.
Nel 2010, Alexander è apparso negativamente sui media dopo alcuni episodi di rabbia incontrollata. In ogni occasione, ha avuto un'accesa discussione con un tecnico del suono. Il risultato è che lui si è rotto le dita nel maggio dello stesso anno e, in un secondo momento, ha rotto anche il suo violino sul palco sbattendolo a terra. Rybak ha poi detto: "Non ho mai alzato la voce prima, ed è per questo che ho fatto quello che ho fatto. Sono solo un essere umano, e forse non l'immagine patinata che molti credono. Quindi è stato bello sfogare le frustrazioni in modo da poter andare avanti. Sono solo io che vado oltre me stesso."
Sempre nel 2010 ha doppiato nel film d'animazione Dragon Trainer (la versione in russo e norvegese del film), il personaggio di Hiccup Horrendous Haddock III,  e ha interpretato il personaggio di Levi nel film norvegese Yohan - Barnevandrer. A giugno, si registra l’uscita del suo secondo album dopo soli tre mesi dal precedente, chiamato No Boundaries.

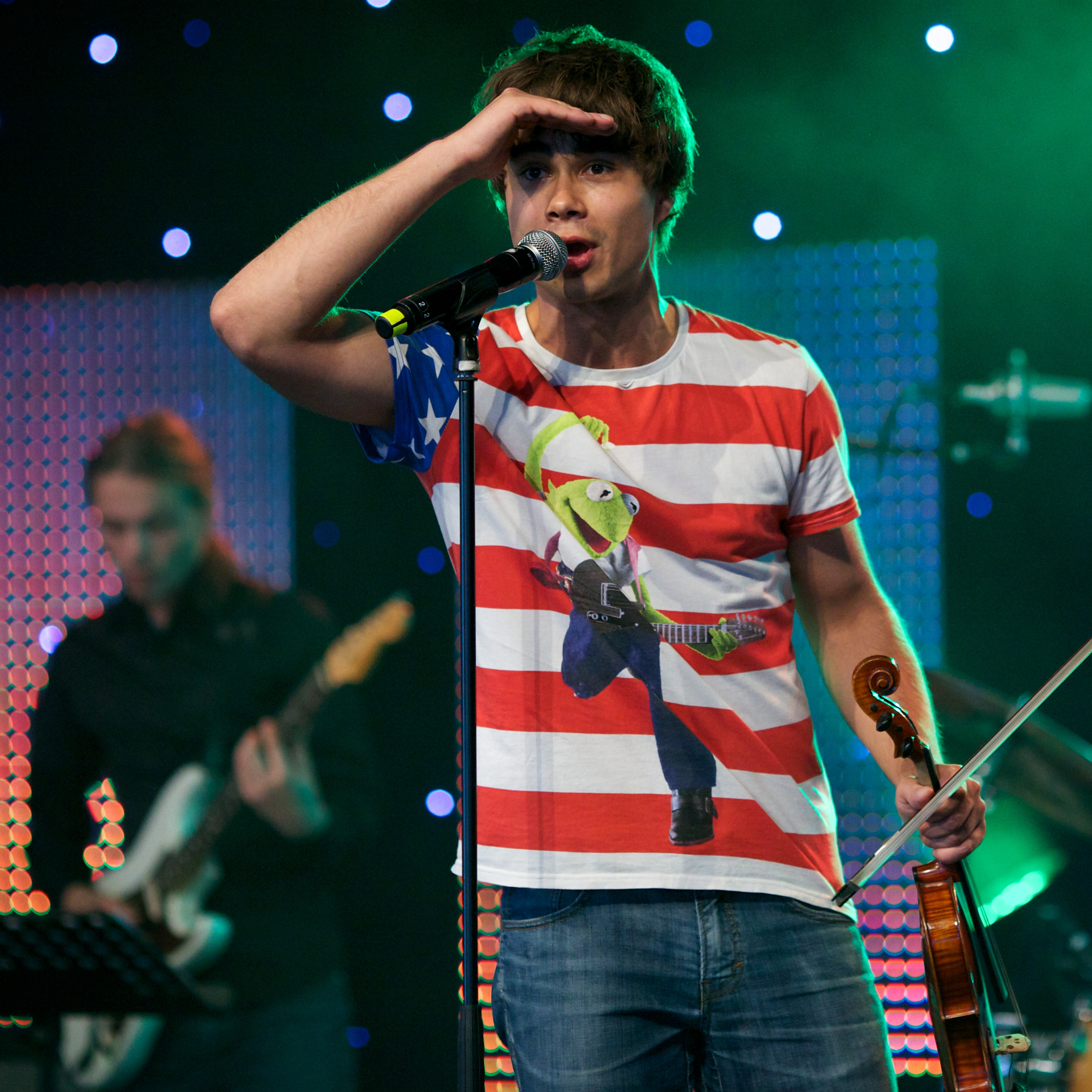
Alexander Rybak nel 2011

Nel 2011 torna a frequentare l’istituto di Oslo, e pubblica il primo album in norvegese, Visa vid vindens ängar, composto con l’amico svedese Mats Paulson. Rybak in seguito ha incolpato il comportamento dell’anno precedente il suo frenetico programma di tournée, che lo ha portato ad essere oberato di lavoro, aprendosi anche a combattere la depressione a causa del programma stesso, definendo l'inizio dell’anno in corso come il momento più difficile della sua vita. In seguito ha dichiarato che doveva imparare a dire "no".
Durante un programma televisivo norvegese andato in onda il 28 febbraio 2012, conferma di avere l'orecchio assoluto, secondo lui caratteristica frutto della sua abitazione relativamente vicina a Chernobyl.
A giugno ottiene il bachelor’s degree nell’esecuzione del violino, e gira nella capitale dell’Ucraina Kiev il video musicale di Strela Amura, versione russa del singolo Oah pubblicato nel 2010. A maggio esce I’ll Show You, canzone duettata con Paula Seling, classificatasi al terzo posto all’Eurovision Song Contest 2010.
Rivela poi la relazione con una ragazza di nome Maria iniziata dopo l’Eurovision Song Contest e terminata poco prima dell’intervista in questione a causa dei troppi impegni da lui affrontati che non permetteva a lei di seguirlo.
Inoltre esce, ad ottobre (versione inglese) e novembre (versione russa), la canzone Leave Me Alone (Dostala in russo). Il testo racconta apertamente di una sua fan israeliana che lo perseguitava in vari modi dai tempi dell’Eurovision, come telefonargli 60-70 volte al giorno. A fine novembre, pubblica la raccolta natalizia Christmas Tales e scrive il singolo I’m With You per Annsofi nella selezione nazionale per l’Eurovision Song Contest. Si classificherà quarta.

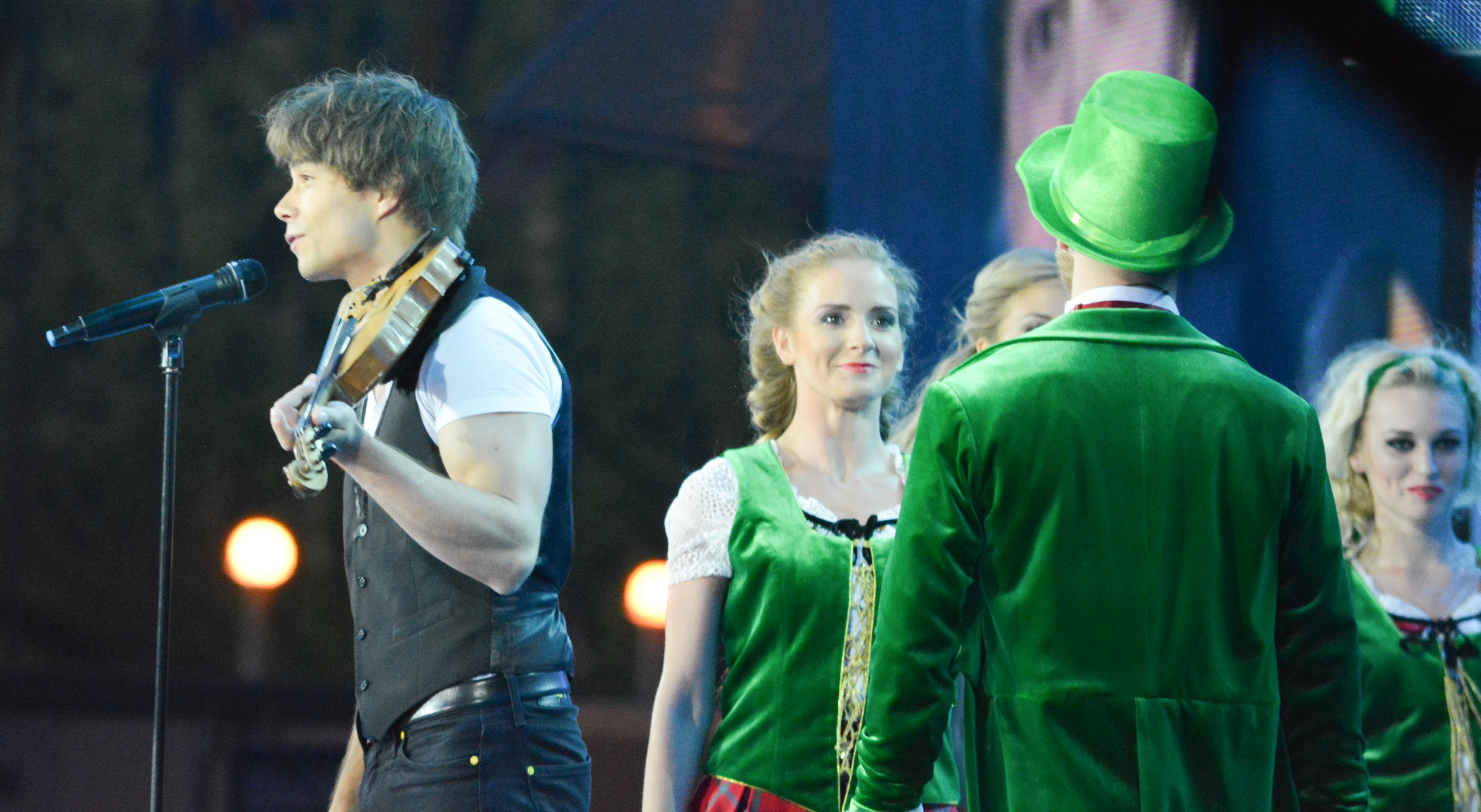
Alexander Rybak durante lo Slavianski Bazaar 2014

Nel 2013, Rybak dedica il singolo 5 to 7 Years ai suoi fan, e successivamente pubblica Trolle og den magiske fela, album per bambini ben accolto dall’esperto di letteratura per bambini olandese Edward van de Vendel. Pubblica infine, a giugno, Blant fjell.
Nel 2014 doppia nuovamente Hiccup nel sequel Dragon Trainer 2, per cui realizza anche il singolo Into a Fantasy. Ed inoltre forma il girl group MILKI in Bielorussia per partecipare all'Eurovision Song Contest 2015, ma arriva quarto alla selezione nazionale con la canzone Accent, risultato che lui stesso criticò.

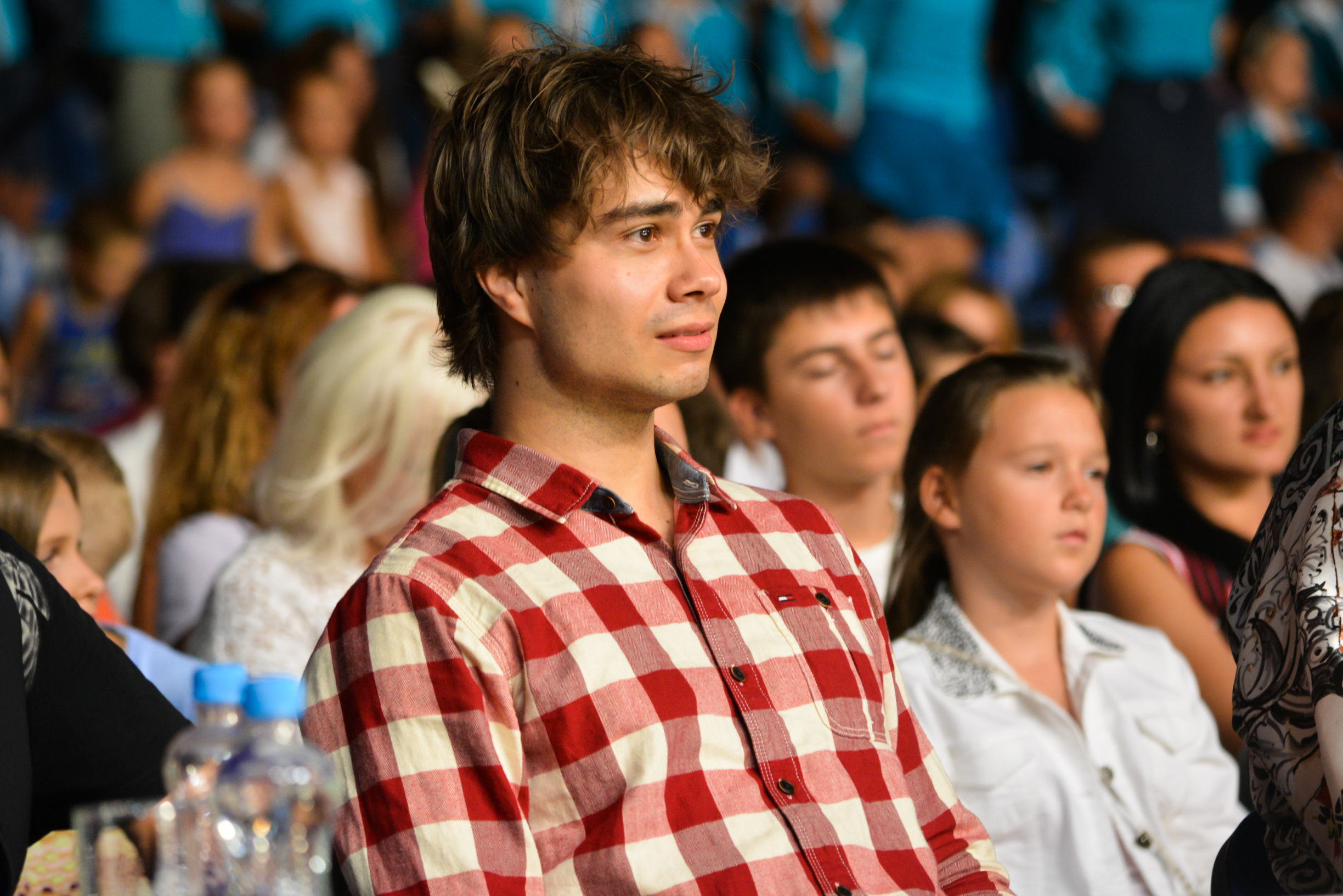
Alexander Rybak nel 2015

All'inizio del 2015, Alexander ha preso parte allo show televisivo russo Odin v Odin!, l’equivalente dell’italiano Tale e quale show. Il primo episodio è stato trasmesso l'8 febbraio in cui ha interpretato Elvis Presley. Nonostante inizialmente non avesse intenzione di interpretare artisti femminili, ha poi interpretato tra le altre Gloria Gaynor e la cantante folk russa Lyudmila Ryumina, per la quale ha ricevuto il massimo dei voti dalla giuria. Dopo la quattordicesima puntata Alexander si è piazzato 6° e quindi non è stato tra i cinque che sono andati automaticamente in finale. Tuttavia, i giudici hanno pensato che meritasse un posto in finale e hanno fatto un'eccezione. Nei risultati finali è arrivato al secondo posto sfiorando dunque la vittoria. Grazie ai risultati del televoto si è piazzato nettamente in tale posizione con il 32,1% dei voti, dietro a Ruslan Alechna.

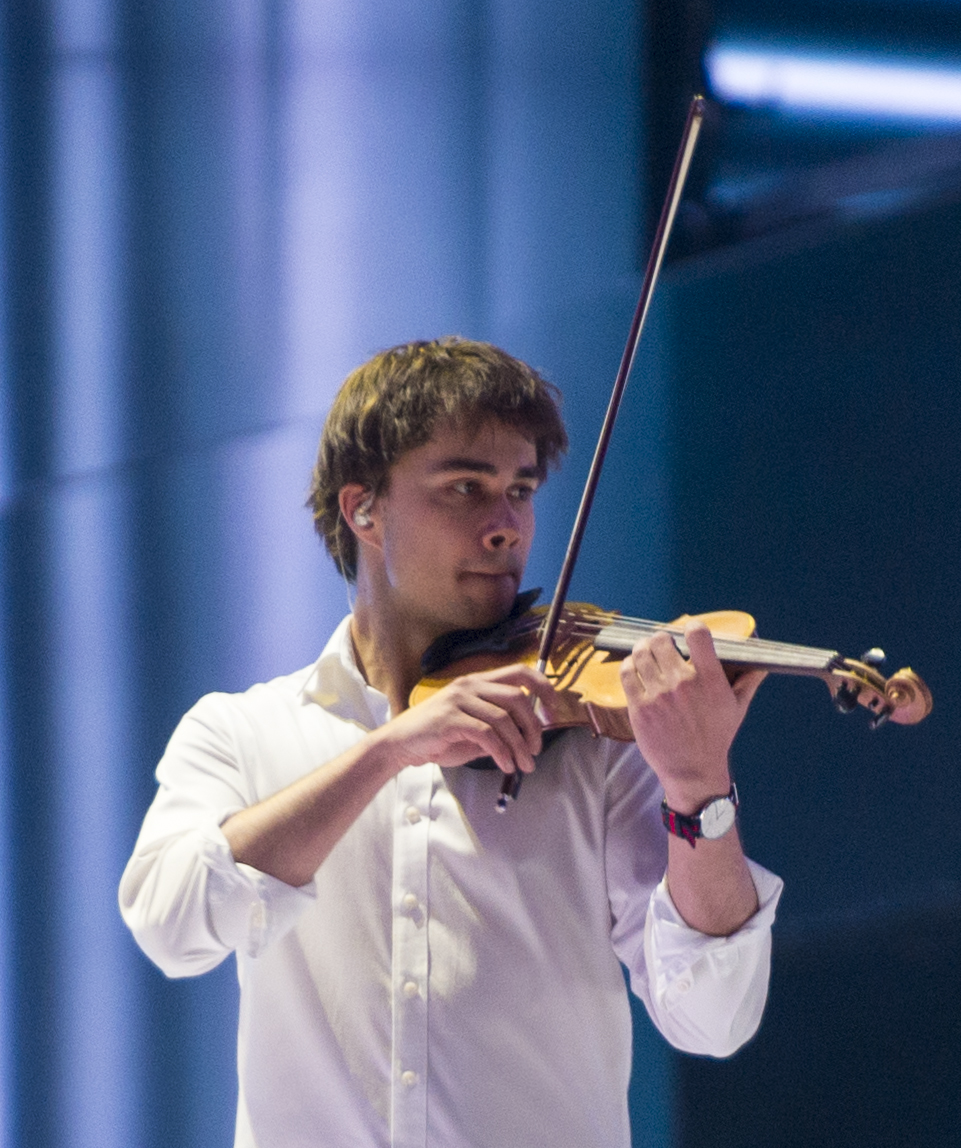
Alexander Rybak durante l’intervallo della finale dell’Eurovision Song Contest 2016

Durante lo stesso anno, scrive anche due canzoni: Still Here per l’Eurovision sopracitato cantata dal maltese Franklin Calleja arrivato anch’egli quarto alla selezione nazionale, e Kotik (in russo "gattina"), il suo primo singolo in russo che non sia la traduzione di un pezzo inglese e che ebbe un successo enorme in Russia.
Nel 2016 Alexander inizia una nuova relazione con Julie Gaarud Holm, conosciuta su Tinder.
Inoltre, fece parte della giuria belga per selezionare l'artista all’Eurovision Song Contest 2016 e partecipò successivamente come guest star all’intervallo dell’Eurovision Song Contest e pubblica I Came To Love You, canzone probabilmente dedicata alla fidanzata il cui video venne girato a Rodi. Inoltre tenne dei concerti in segno del decimo anniversario dell’inizio della propria carriera musicale.
Nel 2017, fece parte della giuria britannica per selezionare l’artista all’Eurovision Song Contest 2017, durante il quale supportò Salvador Sobral che vinse l’edizione con il nuovo record di punti superato Rybak stesso, seppur domo cambiamento di metodo di assegnazione dei punti. Successivamente pubblica una cover proprio di Amar pelos dois e contrariamente a quanto detto negli anni passati, torna a considerare un ritorno al Melodi Grand Prix e quindi alla possibilità di partecipare nuovamente all'Eurovision. Dedica inoltre alla fidanzata la composizione musicale Til Julie.

### Eurovision Song Contest 2018

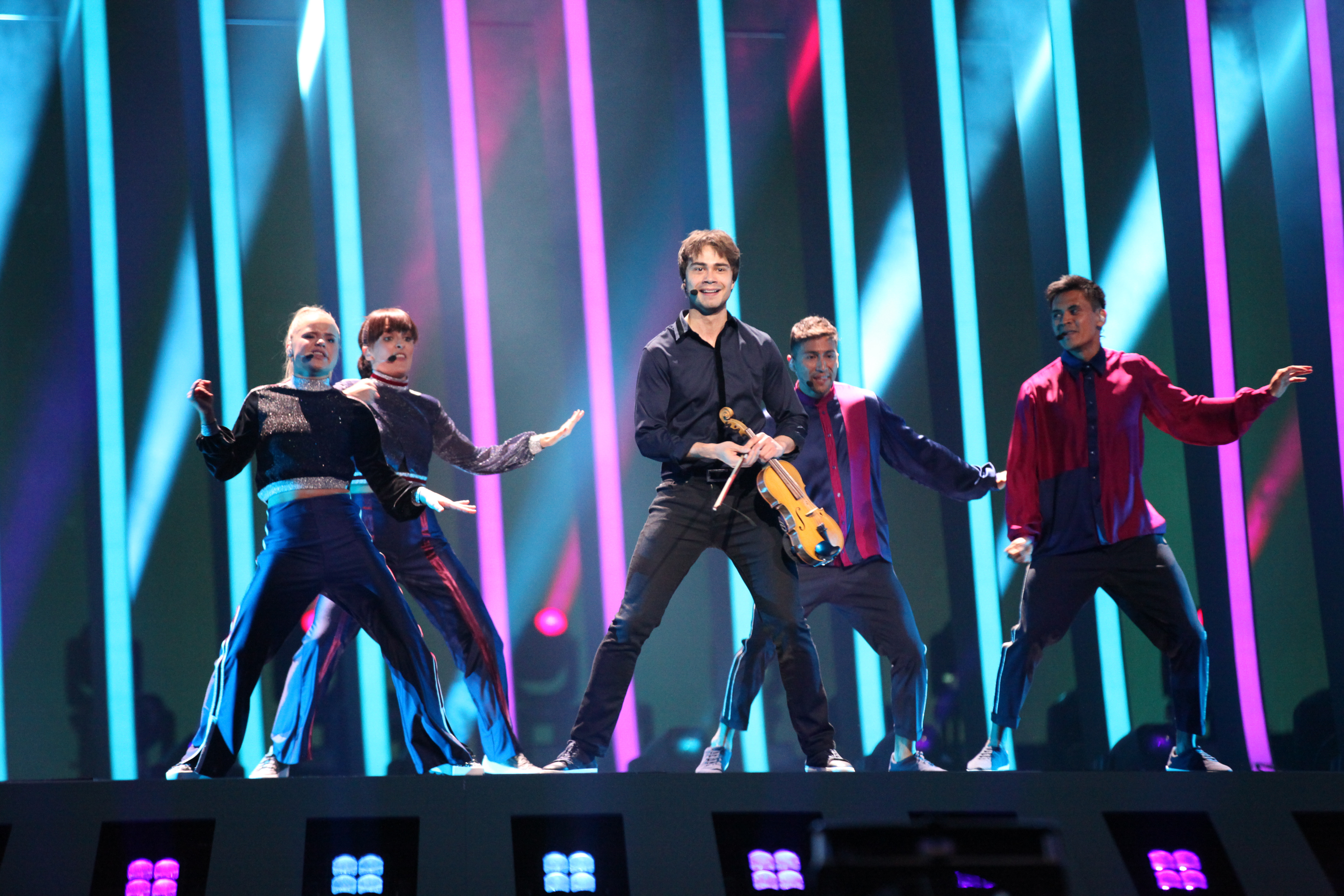
Alexander Rybak durante l'Eurovision Song Contest 2018

Così nel 2018, a distanza di nove anni dalla prima ed allora ultima volta nel noto 2009, partecipa nuovamente al Melodi Grand Prix 2018 con il brano That's How You Write a Song venendo proclamato vincitore contro ogni pronostico ottenendo molti voti da pubblico e giuria internazionale: ottiene così il diritto di rappresentare nuovamente la Norvegia all'Eurovision Song Contest 2018 a Lisbona.
L'artista si è esibito nella seconda semifinale della manifestazione, ottenendo la qualificazione alla finale, classificandosi al primo posto con 266 punti. Durante la serata finale, tenutasi il 12 maggio 2018, Alexander si è classificato al quindicesimo posto con 144 punti. In questa edizione divenne l’unico concorrente dell’Eurovision a vincere due volte (peraltro su altrettante) la semifinale a cui ha preso parte, e in finale ricevette i noti 12 punti solamente dall’Italia. Una curiosità è il fatto che la finale si tenne il 12 maggio, e la votazione svoltasi oltre la mezzanotte cadde nel giorno del suo 32º compleanno.
Dopo la manifestazione, Alexander ha lottato con una malattia mai rivelata e probabilmente mai identificata, che lo ha portato a cancellare diversi concerti. Al quotidiano ucraino KP, ha detto che inizialmente gli erano stati diagnosticati problemi legati alla stanchezza proprio dopo la sua seconda partecipazione all'Eurovision.

### Dopo il secondo ESC e il trasferimento negli Stati Uniti
Durante l'Eurovision Song Contest 2019, Rybak è stato il portavoce della giuria norvegese per la votazione finale, mentre il suo album per bambini del 2013 riscosse successo in patria tanto da alimentare una serie di concerti non previsti. Ad ottobre, ha poi dichiarato di essere ipocondriaco, affermando che “tutte le persone sopra i 20 anni hanno la propria battaglia con qualcosa” e che “lavorare in un gruppo per il musical Trolle og den magisken fela mi ha aiutato”. Per questa produzione si è trasferito temporaneamente nella città costiera di Kristiansand. 
Nel 2020 scrisse Over the Sea per Magnus Bokn nel Melodi Grand Prix, e arrivò al secondo posto. Inoltre, avrebbe dovuto essere guest-star all’intervallo dell’Eurovision Song Contest 2020 ma, cancellato causa pandemia di COVID-19, scaturì la possibilità di partecipare all’elezione della miglior canzone della storia dell’Eurovision. All’evento partecipa con Fairytale e dopo aver ottenuto nuovamente grande successo internazionale vince il concorso. Successivamente, a fine maggio, Alexander ha rivelato di essere dipendente da sonniferi e antidepressivi da 11 anni, precisamente dal periodo dell’Eurovision Song Contest, in quanto ha detto “sono una persona sensibile, che quindi sta sempre in allerta specialmente in occasioni così importanti facendo fatica a dormire”, per poi dire di aver iniziato ad assumere sonniferi proprio per riuscire dormire e di aver poi continuato a prenderli, accorgendosi del problema anni dopo quando iniziava a stare male a fine effetto degli stessi, di sera, e avere problemi allo stomaco, motivo per cui ha iniziato a cercare medici in Europa per aiutarlo e di aver iniziato a riprendersi dopo essere entrato in riabilitazione a gennaio del 2020.
Per raccontare la sua esperienza e sua ripresa, Alexander pubblica due canzoni: My Whole World (“la rinascita della mente”) e Give Me Rain (“la rinascita del cuore”).
Alla fine dello stesso anno inizia la laurea al Columbia College di Chicago in composizione di musica per film a distanza dalla Norvegia a causa della pandemia, per poi trasferirsi sul posto nel 2021.
Nel 2022 dichiara in un'intervista di essere appassionato della musica per i film, e lo stesso anno riceve la laurea dopo il percorso iniziato nel 2020. Dopo aver completato la laurea, si trasferisce a Los Angeles.
Il 14 settembre 2024 annuncia sui social il suo nuovo trasferimento in Norvegia nella città della sua famiglia, a causa di frequenti episodi di stalking vissuti nei due anni in California.

## Stile musicale
Rybak è un tenore di grazia e gli è riconosciuto un vibrato naturale. Questa combinazione gli consente la creazione di testi chiari nei suoni. Inoltre lui stesso descrive il proprio stile come incentrato su folklore, musica per bambini, sinfonie di orchestra e cover. Preferisce, infine, pubblicare singole canzoni periodicamente piuttosto che album, così da accostare video significativi ben pensati e messi in scena.

## Discografia

### Album in studio
- 2009 – Fairytales
- 2010 – Zimnyaya Skazka
- 2010 – No Boundaries
- 2011 – Nebesa Evropy
- 2011 – Visa vid vindens ängar
- 2012 – Christmas Tales
- 2015 – Trolle og den magiske fela

### Singoli
- 2006 – Foolin'
- 2009 – Fairytale
- 2009 – Funny Little World
- 2009 – Roll with the Wind
- 2009 – Ya Neveryu v Chudesa
- 2010 – Europe Skies
- 2010 – Fela Igjen
- 2010 – Oah
- 2010 – Skazka
- 2011 – Resan till dig
- 2011 – Nebesa Evropy
- 2012 – Strela Amura
- 2012 – I’ll Show You (feat. Paula Seling)
- 2012 – Leave Me Alone
- 2012 – Dostala
- 2012 – Presents
- 2014 – Into a Fantasy
- 2014 – What I Long For
- 2015 – Kotik
- 2015 – Blant Fjell
- 2016 – I love you as before
- 2016 – I Came to Love You
- 2016 – Return
- 2017 – Fever
- 2017 – Looking My Way
- 2017 – Til Julie
- 2017 – Fairytale Duett (con Franziska Wiese)
- 2018 – That's How You Write a Song
- 2018 – Mom
- 2018 – Let the Music Guide You
- 2019 – I'm Still Here
- 2020 – My Whole World
- 2020 – Pozadi
- 2020 – Give Me Rain
- 2020 – Magic
- 2021 – Mitt Andre Hjem
- 2021 – Stay (con Sirusho)
- 2021 – Beethoven Jazz (feat. Felix Peikli)
- 2021 – Hold Me
- 2022 – Memories
- 2023 – 1000 Views (feat. Grace Kelly)
- 2023 – KID
- 2024 – Maybe

## Filmografia
- Fairytale - The Movie (2009)
- Some Sunny Night - Live in Lillesand (2009)
- Yohan - Barnevandrer, regia di Grete Salomonsen – Levi (2010)
- Mumintrollet – Kometen Kommer, regia di Hiroshi Saito (2010)
- Dragon Trainer, regia di Chris Anders e Dean DeBlois – Hiccup Horrendous Haddock (2010) (versione norvegese)
- Dragon Trainer 2, regia di Dean DeBlois – Hiccup Horrendous Haddock (2014) (versione norvegese)
- Dragon Trainer - Il mondo nascosto, regia di Dean DeBlois – Hiccup Horrendous Haddock (2019) (versione norvegese)
- Eurovision Song Contest - La storia dei Fire Saga, regia di David Dobkin (2020)

## Opere
- Alexander Rybak Songbook, Cappelen Damm, 2010
- Alexander Rybak Songbook for Young Violinists, Cappelen Damm, 2010
- Trolle og Den Magiske Fela, Cappelen Damm, 2015